# Lista postaci serialu Przygody Sary Jane
Tu znajduje się lista postaci z serialu science-fiction produkcji brytyjskiej, spin-offu serialu Doktor Who pod tytułem Przygody Sary Jane. 

## Główne postacie
- Sara Jane Smith (Elisabeth Sladen) – tytułowa bohaterka serialu. Jest z wykształcenia dziennikarką śledczą. Odkąd poznała trzeciego Doktora i podróżowała z nim w czasie i przestrzeni jej życie na zawsze się odmieniło. Po ponownym spotkaniu Doktora w odcinku Zjazd Absolwentów postanowiła prowadzić własną, niezależną działalność mającą na celu pomaganie kosmitom i przeszkadzanie w sytuacji ich inwazji. Mieszka na Bannerman Road w dzielnicy Ealing w Londynie.

- Maria Jackson (Yasmin Paige) – córka Alana i Chrissie. Dowiedziała się o kosmitach, gdy obserwowała Sarę Jane rozmawiającą z kosmitką. Jest najbardziej zaufaną osobą dla Sary Jane[1].  Na początku drugiej serii serialu przeprowadza się do Stanów Zjednoczonych, ponieważ jej ojciec otrzymał tam nową pracę.

- Luke Smith (Tommy Knight) – jest ludzkim archetypem, stworzonym przez kosmitów o nazwie Bane, z tysięcy różnych próbek DNA. Został adoptowany przez Sarę Jane. Luke uznany jest za cudowne dziecko o dużym ilorazie inteligencji ale też brakami w sferze kontaktów międzyludzkich co, zwłaszcza na początku, jest dużym źródłem problemów.

- Clyde Langer (Daniel Anthony) – przyjaciel Marii, Luke'a a później również Rani. Uczy Luke’a, jak sobie radzić w codziennym życiu. Mieszka z matką, ojciec zostawił go gdy miał 10 lat.

- Rani Chandra (Anjli Mohindra) – wprowadza się wraz z rodziną do byłego domu Jacksonów w odcinku Dzień Klauna. Marzy o karierze reportera. Jest ciekawska – chce wiedzieć wszystko, co się dzieje wokół niej.

- Pan Smith (głos: Alexander Armstrong) –  jest to komputer Sary Jane, który znajduje się na strychu jej domu. Wypełnia każde polecenie właścicielki, potrafi włamać się wszędzie i pomaga chronić Ziemię przed zagrożeniami z kosmosu. Jest przedstawicielem rasy kosmitów zwanych Xylok - myślących kryształów, która rozbiła się na Ziemi 60 milionów lat temu[2]. Był uwięziony pod powierzchnią Ziemi aż do momentu gdy wulkan wyrzucił go na powierzchnię, gdzie znaleźli go geolodzy, a później został podarowany Sarze. Gdy odkryła, że kryształ potrafi porozumiewać się przez jej laptop, wkrótce zaowocowało to stworzeniem super-komputera którego rdzeniem stał się Xylok, odtąd nazywany pan Smith.

- K-9 (głos: John Leeson) - pies-robot należący do Sary Jane, podarowany jej przez Doktora w serialu Doktor Who. K-9 jest obdarzony sztuczną inteligencją, potrafi rozpoznawać substancje chemiczne, strzelać laserem oraz posiada encyklopedyczną wiedzę z wielu dziedzin nauki. Pojawił się również w serialu Doktor Who w odcinkach Zjazd absolwentów, Koniec podróży i Do końca wszechświata, a wcześniejsze modele K9 pojawiały się regularnie w odcinkach Doktora Who w latach 1977-1981. Można go zobaczyć również w innym, jednoodcinkowym spin-offie pod tytułem K9 and Company.

- Sky Smith (Sinead Michael) - Po raz pierwszy pojawia się w pierwszym odcinku piątej, ostatniej serii, w odcinku Sky, kiedy to zostaje podrzucona Sarze Jane na próg jej domu. Mimo iż na początku jest tylko niemowlęciem, bardzo szybko zaczyna rosnąć i zatrzymuje się dopiero na etapie dwunastoletniej dziewczynki. Prędko okazuje się, że jest sztucznie stworzoną kosmitką której przeznaczeniem jest przynieść zagładę okupantom jej rodzinnej planety. Na szczęście Rani i Clyde'owi udaje się rozwiązać sytuację i Sky zostaje na Ziemi i jest przygarnięta przez Sarę Jane.

## Postaci drugoplanowe
| postać                                                 | aktor                         | odcinki | opis |
| ------------------------------------------------------ | ----------------------------- | --- | --- |
| Alan Jackson                                           | Joseph Millson                | od Inwazja Bane'ów do Ostatni Sontaranin (oprócz Wojownicy Kudlaka), oraz Znak Berserkera | Ojciec Marii, sąsiad Sary Jane Smith. Rozwiódł się ze swoją żoną Chrissie, mieszka razem z córką. O kosmitach i tajemnicy Sary Jane dowiedział się w odcinku Co się stało z Sarą Jane?           |
| Chrissie Jackson                                       | Juliet Cowan                  | od Inwazja Bane'ów do Ostatni Sontaranin (oprócz Wojownicy Kudlaka) | Matka Marii, była żona Alana. Często jednak odwiedza swoją rodzinę. Ma chłopaka Ivana, z którym mieszka.                                                                                         |
| Gita Chandra                                           | Mina Anwar                    | od Dzień Klauna do Sky (oprócz Znak Berserkera, Staruszka z poddasza, Pułapka wieczności, Zemsta Mony Lisy, Dar, Człowiek z koszmaru, Śmierć Doktora, Pusta planeta oraz Zagubieni w czasie) | Matka Rani i żona Haresh'a. Wprowadza się wraz z rodziną w odcinku Dzień Klauna. Pracuje w kwiaciarni. Nie wie o kosmitach.                                                                      |
| Haresh Chandra                                         | Ace Bhatti                    | od Dzień Klauna do Przekleństwo Clyde'a Langera (oprócz Staruszka z poddasza, Pułapka wieczności, Dar, Człowiek z koszmaru oraz Zagubieni w czasie).                                         | ojciec Rani, mąż Gity. Jest nowym dyrektorem szkoły, do której chodzą Clyde, Luke i Rani (a wcześniej także Maria). Nie lubi Clyde’a. Nie wierzy w kosmitów.                                     |
| Carla Langer                                           | Jocelyn Jee Esien             | Znak Berserkera, Pusta planeta oraz Przekleństwo Clyde'a Langera | matka Clyde’a, była żona Paula. |
| prof. Celeste Rivers                                   | Floella Benjamin              | Zaginiony chłopiec, Dzień Klauna, Pułapka wieczności i Sky | naukowiec pracująca w Instytucie Pharos. |
| tajemniczy właściciel sklepu                           | Cyril Nri                     | Zagubieni w czasie oraz Sky | |
|                                                        |                               | | |
| Doktor                                                 | David Tennant oraz Matt Smith | Ślub Sary Jane Smith oraz Śmierć Doktora. | Władca Czasu z planety Gallifrey, z którym Sara Jane podróżowała w czasie i przestrzeni w sezonach 11-14 oraz w odcinku Five Doctors serialu Doktor Who. Jest wielokrotnie wspominany w serialu. |
| Generał brygady Sir Alistair Gordon Lethbridge-Stewart | Nicholas Courtney             | Wróg Bane'ów | Towarzysz Doktora i Sary Jane znany z serialu Doktor Who. Pomaga Sarze, Luke'owi, Clyde'owi i Rani w pokonaniu pani Piołun i Kaagh'a.                                                            |
| Trinity Wells                                          | Lachele Carl                  | Zemsta Slitheenów oraz Sekrety gwiazd / Tajemnice gwiazd | reporterka i prezenterka wiadomości; jako jedyna postać pojawia się zarówno w serialu Doktor Who jak i spin-offach Torchwood i Przygody Sary Jane.                                               |
| Jo Jones (przed ślubem Jo Grant)                       | Katy Manning                  | Śmierć Doktora | Była towarzyszka trzeciego Doktora, która zostaje zaproszona do bazy UNIT na uroczystości pogrzebowe, na których poznaje Sarę Jane.                                                              |

## Wrogowie
| postać                                | aktor                                    | odcinki                                                                        | opis |
| ------------------------------------- | ---------------------------------------- | ------------------------------------------------------------------------------ | --- |
| Matka Bane                            | -                                        | Inwazja Bane'ów                                                                | Bane ukryty pod sufitem fabryki Bubble Shock! kierujący inwazją przeprowadzaną na Ziemi. Jest bardzo wrażliwy na sygnał telefonu komórkowego.                                                                             |
| pani Piołun                           | Samantha Bond                            | Inwazja Bane'ów oraz Wróg Bane'ów                                              | Dyrektorka fabryki Bubble Shock!. |
| Davey "Ciacho" Bane                   | Jamie Davis                              | Inwazja Bane'ów                                                                | Jeden z Bane, bardzo atrakcyjny dla Ziemianek. |
| Kawalarz/Nikt Chaosu                  | Paul Marc Davis                          | Co się stało z Sarą Jane?, Kuszenie Sary Jane Smith oraz Ślub Sarah Jane Smith | Żyje i rozkoszuje się wprowadzaniem chaosu. Wróg Doktora. |
| Krislok Graske                        | Jimmy Vee                                | Co się stało z Sarą Jane? oraz Kuszenie Sary Jane Smith                        | Mały kosmita, niewolnik Kawalarza. Na jego polecenia usuwa ludzi z ich punktów czasoprzestrzeni. |
| komandor Kaagh                        | Anthony O'Donnell                        | Ostatni Sontaranin oraz Wróg Bane'ów                                           | Sontaranin, ostatni ocalały żołnierz Dziesiątej Floty Sontarańskiej. Uratował świat w odcinku Wróg Bane'ów cz.2. |
| Klaun / Szczurołap z Hameln / Spelman | Huw Higginson                            | Dzień Klauna                                                                   | Kosmita żywiący się strachem istot rozumnych tak samo jak Człowiek z Koszmaru. |
| Androvax                              | Mark Goldthorp                           | Więzień Judoonów oraz Skarbiec tajemnic                                        | Kryminalista rasy Veil, odpowiedzialny za zniszczenie 12 planet i poszukiwany przez Judoonów. Umie wchodzić do cudzych ciał i je w ten sposób kontrolować. W odcinku Skarbiec tajemnic uratował swoją rasę od wyginięcia. |
| Slitheen                              | Paul Kasey, Ruari Mears i Ronnie Corbett | Zemsta Slitheenów oraz Zaginiony chłopiec                                      | Kosmiczna rodzina przestępców z planety Raxacoricofallapatorius o zielonym kolorze skóry. |
| Karl Slitheen/Nathan Slitheen         | Jimmy Vee                                | Zemsta Slitheenów oraz Zaginiony chłopiec                                      | Dziecko rodziny Slitheen, które chodziło do szkoły razem z Lukiem i Marią. Później, w odcinku Zaginiony chłopiec ukradł skórę szczupłego dziecka, Nathana Gotha.                                                          |

## Epizodyczne
- Andrea Yates (Jane Asher oraz Francesca Miller) – przyjaciółka Sary Jane Smith z dzieciństwa, która występuje w odcinku Co się stało z Sarą Jane?. Zginęła 13 lipca 1964 roku. Nikt Chaosu wykorzystał jej lęk przed śmiercią i zawarł z nią umowę, w wyniku której historia zmieniła się - zamiast niej zginęła Sara Jane. Dzięki Marii udało się ją jednak przekonać by zerwała umowę z Kawalarzem i tym samym uratowała świat.

- Kelsey Hooper (Porsha Lawrence Mavour) – koleżanka Marii z odcinka Inwazja Bane'ów.

- Bea Nelson Stanley (Phyllida Law) – wystąpiła w odcinku Oko Gorgony. Miała męża, który podarował jej talizman, który za wszelką cenę chciały zdobyć zakonnice służące Gorgonie.

- Profesor Skinner (Ronan Vibert) – profesor który pracuje w obserwatorium. Ma córkę Lucy Skinner. Zostaje zahipnotyzowany przez Sontaraninina Kaagha. Pojawia się wraz z córką w odcinku Ostatni Sontaranin.

- Eddie Smith (Christopher Pizzey) oraz Barbara Smith (Rosanna Lavelle) – rodzice Sary Jane. Pojawili się w odcinku Kuszenie Sary Jane.

- Steve Wallace (Elijah Baker) – uczeń, kolega Marii, Luke, Clyde'a i Rani. Pojawia się w odcinkach Dzień Klauna, Znak Berserkera oraz Przekleństwo Clyde'a Langera.

- Paul Langer (Gary Beadle) - ojciec Clyde’a. Zostawił go i jego matkę gdy Clyde był małym chłopcem. Po jego powrocie, Clyde chciał zrobić na nim wrażenie więc zdradził mu czym się zajmuje i zaprowadził go na strych Sary Jane. Ojciec ukradł ze strychu medalion Berserkerów. Występuje w odcinku Znak Berserkera.